# Trencapinyes alablanc

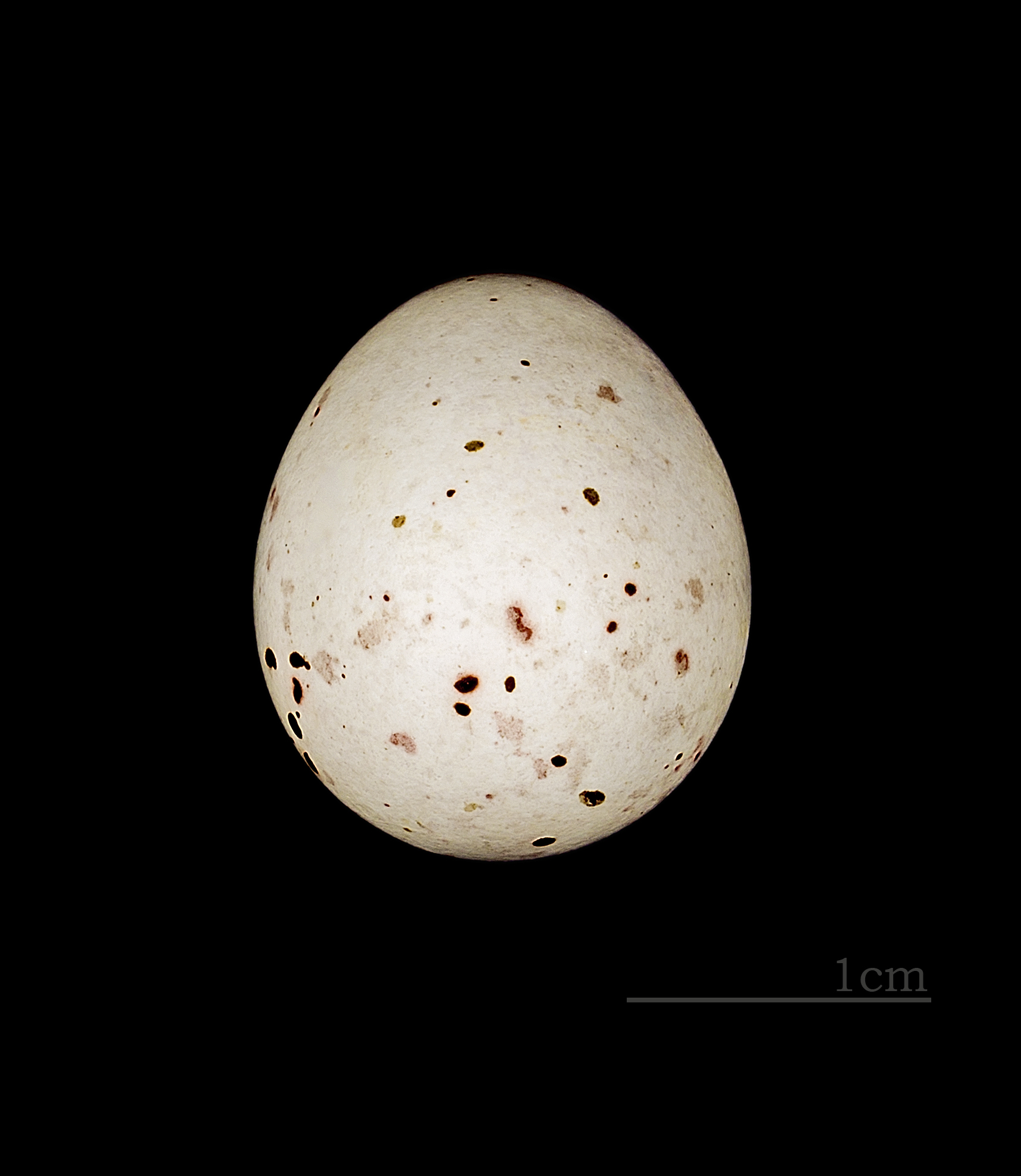
Loxia leucoptera

El trencapinyes alablanc (Loxia leucoptera) és una espècie d'ocell de la família dels fringíl·lids (Fringillidae) que habita boscos, principalment de coníferes, a la zona holàrtica, des d'Escandinàvia i nord-oest i centre de Rússia, cap a l'est, a través de Sibèria fins a Sakhà; a Amèrica a Alaska, la major part del Canadà i l'extrem nord dels Estats Units.